# Oplysningskampgne
En oplysningskampagne forekommer, når man systematisk oplyser om forhold, retningslinjer og anden information, som en stor gruppe kan have gavn af at kende til.
Almindelige metoder er OBS-programmerne i tv fra Danmarks Radio , plakater, radiospots eller postomdelte foldere.
Ofte bruges denne meddelelsesform til trafikkampagner, alkoholvejledninger, ændringer i skatteregler, licensoplysning m.v., der generelt er henvendt til hele befolkningen.